# 陵山古墳
陵山古墳（みささぎやまこふん）は、和歌山県橋本市古佐田にある古墳。形状は円墳。和歌山県指定史跡に指定されている。

## 概要

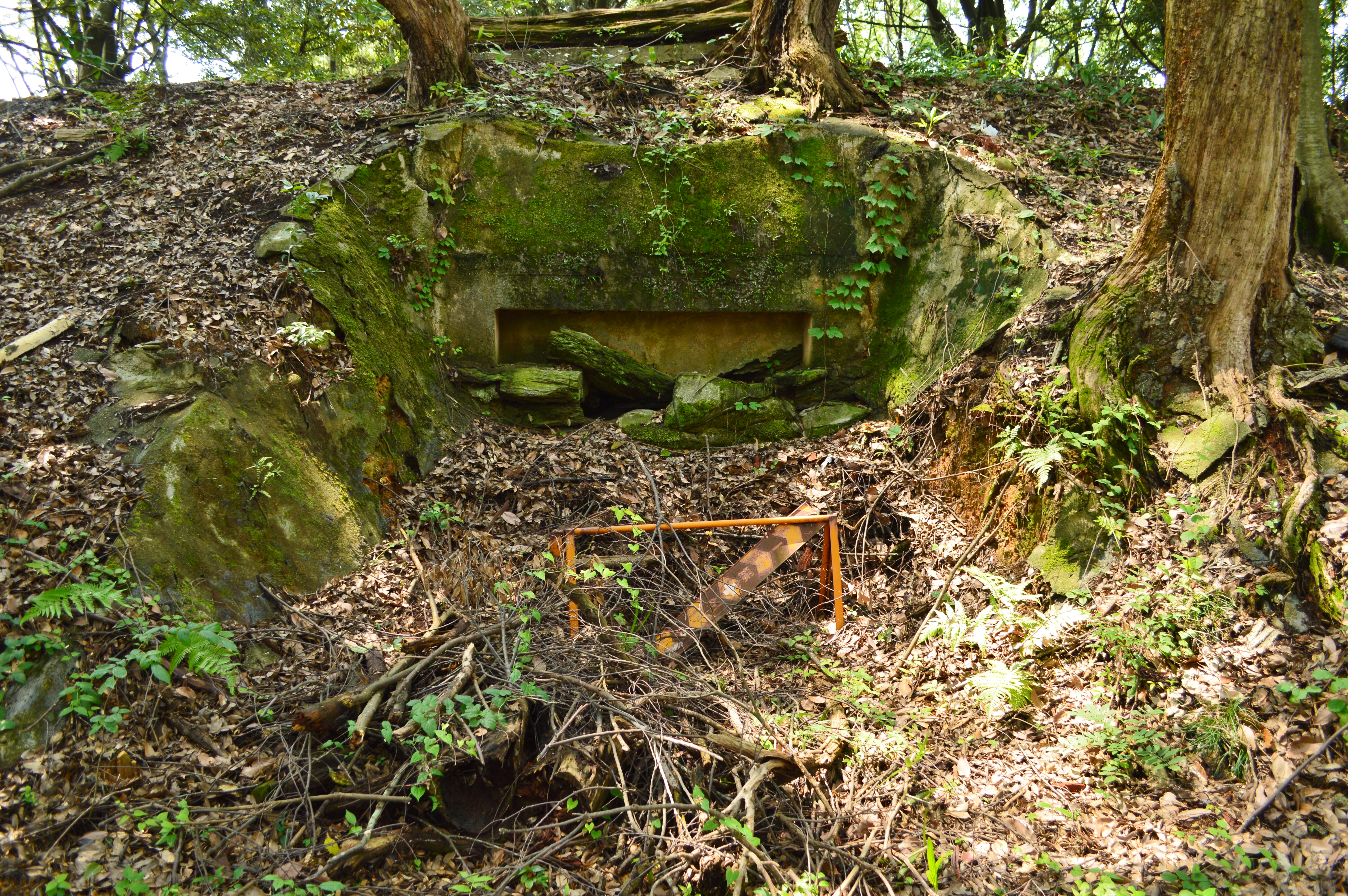
石室開口部

和歌山県北東部、紀の川中流域の北岸の丘陵先端部に築造された古墳である。かつては墳丘上に陵山神社が鎮座した。これまでに数次の発掘調査が実施されている。
墳形は円形で、直径約46メートル・高さ約6メートルを測り、円墳としては和歌山県で最大規模になる。墳丘は3段築成。墳丘表面では葺石・円筒埴輪列が認められるほか、形象埴輪（蓋形・盾形埴輪など）が検出されている。墳丘周囲には周濠が巡らされており、周濠は幅約6メートル、外堤は幅約4メートルを測り、古墳全体では直径約70メートルにもおよぶ。埋葬施設は横穴式石室で、南東方向に開口する。石室は割石の小口積みで急に持ち送り、石室内部には赤色顔料が塗られる。石室内からは調査の際に、勾玉・管玉・ガラス玉・鉄刀・鉄剣・鉄槍・鉄鏃・鉄斧・鉄製頚甲・鉄製小札・須恵器・土師器などの多数の副葬品が検出されているが、現在ではその多くが散逸している。
この陵山古墳は、古墳時代中期-後期の5世紀末葉-6世紀初頭頃の築造と推定される。当該時期における紀の川中流域の首長墓として重要視される古墳である。なお被葬者に関しては、時期は異なるがかつては坂上田村麻呂とする伝承があった。
古墳域は1968年（昭和43年）に和歌山県指定史跡に指定されている。現在では石室は崩壊を防ぐため砂で充填した状態で保存されている。

## 遺跡歴
- 1902年（明治35年）、発掘調査[1]。
- 1952年（昭和27年）、発掘調査[1]。
- 1968年（昭和43年）4月16日、和歌山県指定史跡に指定[4]。
- 1973年（昭和48年）、公園整備事業に伴う発掘調査（橋本市教育委員会、1974年に概報刊行）[1]。

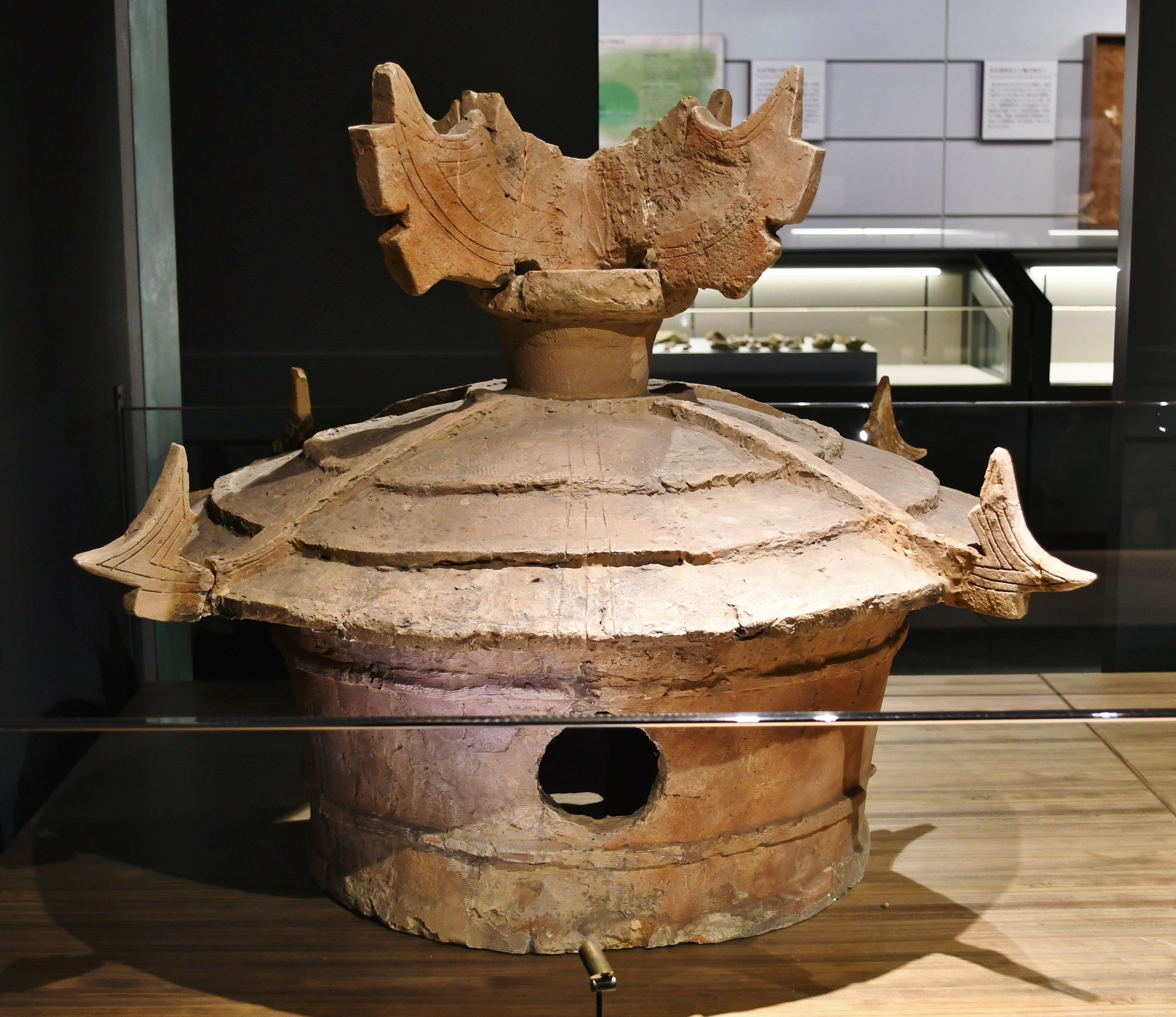
蓋形埴輪 國學院大學博物館展示。
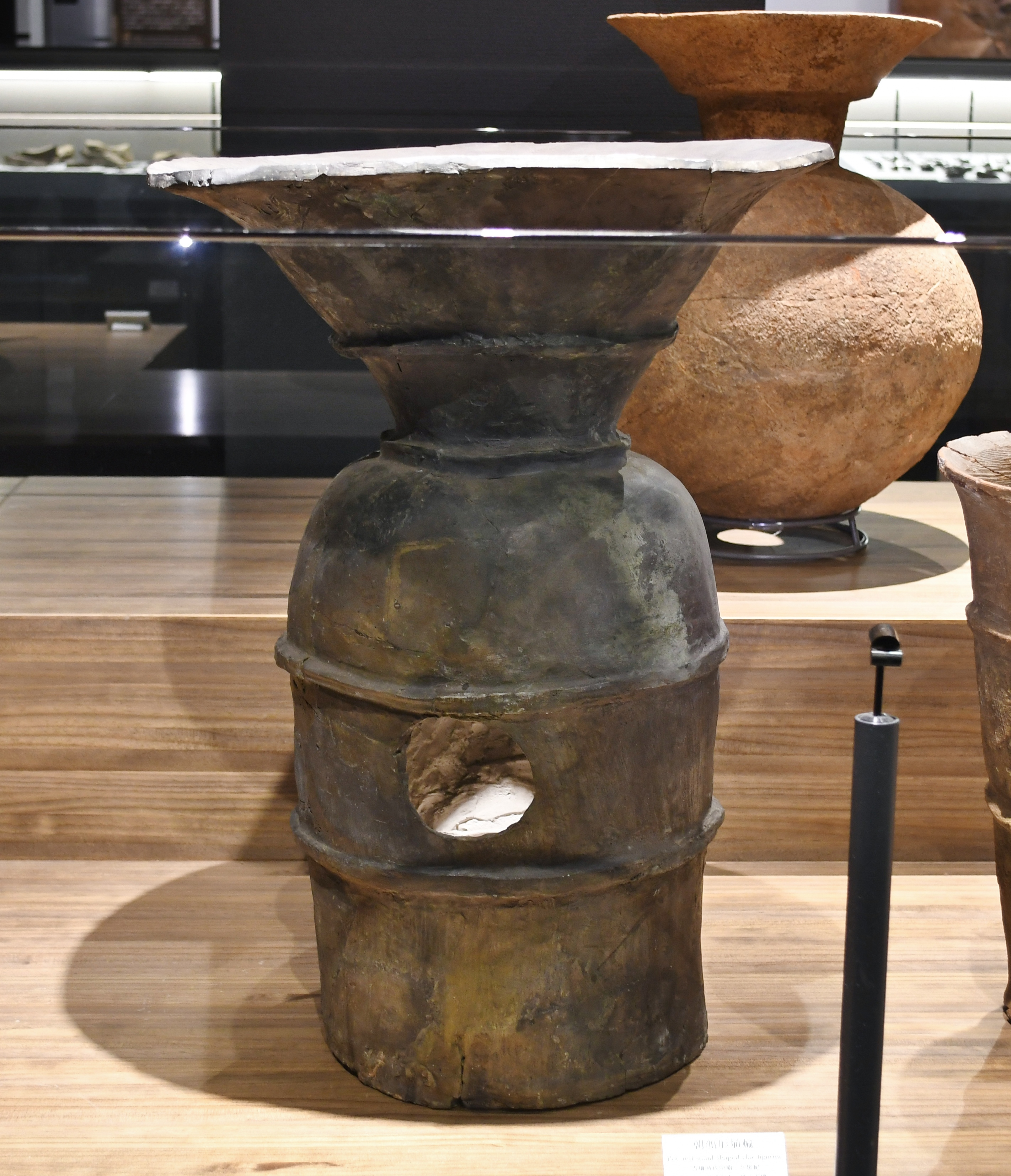
朝顔形埴輪 國學院大學博物館展示。

## 文化財

### 和歌山県指定文化財
- 史跡
  - 陵山古墳 - 1968年（昭和43年）4月16日指定[4]。

## 関連施設
- 橋本市郷土資料館（橋本市御幸辻） - 陵山古墳の出土品等を保管[2]。
- 國學院大學博物館（東京都渋谷区） - 陵山古墳の出土埴輪を展示。

## 関連文献
（記事執筆に使用していない関連文献）
- 『和歌山県橋本市所在 陵山古墳発掘調査慨報』橋本市教育委員会、1974年。